# Vromonéri
Vromonéri, en grec moderne : Βρομονέρι, est un village du dème de Triphylie, district régional de Messénie, en Grèce.
Selon le recensement de 2011, la population du village s'élève à 34 habitants.